# رونالد برودهيرست
رونالد برودهيرست (بالإنجليزية: Ronald Broadhurst)‏ هو مترجم وسياسي بريطاني (وحمل سابقاً جنسية المملكة المتحدة لبريطانيا العظمى وأيرلندا)، ولد في 25 ديسمبر 1906 في المملكة المتحدة، وتوفي في 1976 في إنجلترا في المملكة المتحدة. حزبياً، نشط في Unionist Party of Northern Ireland ‏. في الانتخابات البرلمانية في أيرلندا الشمالية 1973 ‏، انتخب عضو برلمان أيرلندا الشمالية 1973-1974 وقد انضم خلال فترته النيابية ‏  للكتلة البرلمانية حزب ألستر الوحدوي.